# Marratxí
Marratxí là một đô thị trên đảo Mallorca, thuộc quần đảo Baleares, Tây Ban Nha. Dân số 28.237 người và diện tích là 54 km² (2005).